# Gostinica
Gostinica (Servisch cyrillisch Гостиница) is een plaats in de Servische gemeente Užice. De plaats telt 639 inwoners (2002).